# Tuéjar
Tuéjar – gmina w Hiszpanii, w prowincji Walencja, we wspólnocie autonomicznej Walencja, o powierzchni 121,92 km². W 2011 roku liczyła 1206 mieszkańców.